# 平和大使協議会
平和大使協議会（へいわたいしきょうぎかい）は、世界平和統一家庭連合（旧統一教会）の関連団体である天宙平和連合（Universal Peace Federation; UPF）の付設機関。平和大使は天宙平和連合によって任命される。

## 概要・沿革
安保法制を推し進めるイベントを日本各地で行っている。日米韓を基軸とした安全保障の体制強化、日韓トンネルの建設推進を目標に掲げる。付属研究機関として平和政策研究所がある。
会長は梶栗正義。梶栗は統一教会の関連団体である「国際勝共連合」と「世界平和連合」と「国際ハイウェイ財団」の会長、「UPFジャパン」（天宙平和連合の日本支部）の議長も兼任している。
支部によっては、党員獲得のノルマが課せられた自由民主党所属の国会議員のための協力や、自民党議員の後援会の設立も行う。
2015年3月31日に渋谷区議会が同性間のパートナーシップを認める条例を全国にさきがけて成立させた際は、北東京平和大使協議会が反応し、同年4月12日、条例の制定を問題視するセミナーを足立区で開催した。「世界平和連合」の教育部長を講師に招き「同性愛者の人権問題を利用して家庭崩壊を導こうとする勢力がある」と注意を促した。
2017年6月1日に札幌市が政令指定都市として初めて同性パートナーシップ制度を導入すると、北海道平和大使協議会はこれに反応。「LGBT運動を推進する人たちは、日本の伝統的な家族制度や性規範は破壊するべきものだと考えている。その目的を達成するまでは、この『LGBT運動』は終わらない」との見解を発表した。
2022年8月29日、NHK『クローズアップ現代』が放映。梶栗正義が初めてテレビインタビューを受けた同日の番組において、富山県平和大使協議会の事務局長の鴨野守は取材に応じた。記者が「同性パートナーシップ制度に関して地方議会議員に対し働きかけを行っていると聞いている」と述べると、鴨野は否定をせず、「先生方にご提案することは、それほどおかしくないことだと思っている。お決めになるのは先生方だ」と答えた。
同年10月6日、自民党参議院幹事長の世耕弘成は参議院本会議の代表質問で「この団体（統一協会）の教義に賛同する我が党議員は一人もいない」と言い切った。ところが10月20日、朝日新聞のスクープにより、世界平和連合と平和大使協議会が2021年の衆院選と2022年の参院選の際、自民党議員に対し「推薦確認書」を提示し、署名を求めていたことが明らかとされた。推薦確認書は下記の5つの項目から成り、事実上の「政策協定」であった。
教団関係者は取材に、全国各地で数十人規模に署名を求めたと証言した。同年11月の時点で、推薦確認書に署名したことが判明している国会議員は、斎藤洋明、大串正樹、山田賢司、深澤陽一の4人。「マザームーン」発言で注目を浴びた山本朋広はTBSの「署名をしたか」との質問に対し無言を貫いた。「署名をしていないのなら否定をして頂きたい」と問いかけられると「私の認識の甘さから彼らと接点を持ったのは本当に申し訳なかった」「彼らとそういう接点を持ったのは認識が甘かった」などと繰り返した。

## 平和大使
天宙平和連合は「各界の指導者で、専門性と徳望をもって社会に貢献している者」を『平和大使』に任命している。元職も含め、多数の政治家が平和大使を務めている。以下はその一覧表である。
| 都道府県 | 氏名 | 【出典】                           |
| -------- | --- | ---------------------------------- |
| 福島県   | 西山尚利、小松良行                                                                                              | [ 34 ] [ 35 ]                      |
| 神奈川県 | 田中徳一郎 | [ 36 ]                             |
| 東京都   | 萩生田光一、野島武夫                                                                                            | [ 37 ] [ 20 ]                      |
| 富山県   | 藤井裕久 | [ 38 ] [ 39 ]                      |
| 岐阜県   | 玉田和浩、藤本恵司、猫田孝、藤墳守、山本勝敏、恩田佳幸、村下貴夫、 伊藤秀光、所竜也、佐藤武彦、杉山利夫、松井聡 | [ 44 ] [ 2 ] [ 45 ] [ 46 ]         |
| 愛知県   | 内田康宏 | [ 47 ] [ 48 ]                      |
| 大阪府   | 畑中一成 | [ 49 ]                             |
| 島根県   | 中島謙二、石田米治、岡本昭二、三浦英治、高橋雅彦、西田清久、山﨑正幸                                            | [ 50 ] [ 51 ] [ 52 ] [ 53 ] [ 54 ] |
| 愛媛県   | 白石徹 | [ 55 ]                             |
| 福岡県   | 福田昭彦 | [ 56 ]                             |
| 熊本県   | 今中真之助、山本孝二                                                                                            | [ 57 ]                             |
| 沖縄県   | 古謝景春 | [ 58 ]                             |

## 所在地
所在地は東京都新宿区新宿5-13-2成約ビル5F。成約ビルの概要および主な入居団体は下記のとおり（2022年8月の時点）。
- 建物名称：成約ビル
- 所在地：東京都新宿区新宿5-13-2
- 建物規模：地上5階

| 5F | UPF-Japan、平和大使協議会 |
| 4F | 真の家庭運動推進協議会、一般財団法人国際ハイウェイ財団、日本純潔同盟、 世界平和宗教連合、孝情教育文化財団、宗教新聞社、統一思想研究院 |
| 3F | 世界平和統一家庭連合東京同胞教会 |
| 2F | 世界平和教授アカデミー、世界平和青年学生連合、平和統一聯合、 アジアと日本の平和と安全を守る全国フォーラム、日韓トンネル推進全国会議   |
| 1F | （セミナールーム） |